# Otto Aschmann
Otto Aschmann (* 1888; † 1965) war ein deutscher Politiker (CDU).
Als bisheriger Fraktionsvorsitzender seiner Partei war Aschmann vom 10. November 1948 bis zum 24. November 1952 der erste CDU–Oberbürgermeister der Stadt Oberhausen.